# 토요타 공업대학
토요타 공업대학(일본어: 豊田工業大学, Toyota Technological Institute, TTI)은 일본 나고야시에 위치한 대학이다. 1981년 토요타 자동차의 대규모 기부에 의해 설립되었으며 처음에는 일부 산업 경험이 있는 학생들만 수용했다.
2003년, 토요타는 시카고 대학교와 공동으로 토요타 공업대학 시카고를 개교했다. 이 캠퍼스는 주로 박사 학위 학생들을 위한 것으로, 머신 러닝, 알고리즘 및 복잡도, 컴퓨터 비전, 음성 기술, 계산생물학을 연구한다.